# Stylomesus pacificus
Stylomesus pacificus là một loài chân đều trong họ Ischnomesidae. Loài này được Birstein miêu tả khoa học năm 1960.